# Selce
 Ovo je glavno značenje pojma Selce. Za druga značenja pogledajte Selce (razdvojba).
Selce je naselje južno od Crikvenice, koje upravno pripada općini Crikvenici.

## Stanovništvo
- 2001. – 1623
- 1991. – 1439 (Hrvati – 1253, Srbi – 50, Jugoslaveni – 50, ostali – 86)
- 1981. – 1486 (Hrvati – 1282, Jugoslaveni – 122, Srbi – 50, ostali – 32)
- 1971. – 1196 (Hrvati – 1102, Srbi – 38, Jugoslaveni – 18, ostali – 38)

Izvor: CD-ROM: "Naselja i stanovništvo RH od 1857-2001. godine", Izdanje Državnog zavoda za statistiku Republike Hrvatske, Zagreb, 2005.
| broj stanovnika | 1372  | 1503  | 1610  | 1445  | 1515  | 1467  | 1380  | 1249  | 896   | 862   | 955   | 1196  | 1486  | 1439  | 1623  | 1553  | 1298  |
|                 | 1857. | 1869. | 1880. | 1890. | 1900. | 1910. | 1921. | 1931. | 1948. | 1953. | 1961. | 1971. | 1981. | 1991. | 2001. | 2011. | 2021. |

## Poznate osobe
- Josip Kršul, najstariji Hrvat[4]

## Kultura
- Fešta od črešanj

## Šport
- RK Selce, rukomet, nastupa u četvrtoj ligi[5]

Memorijalni streetball turnir "Marino Pađen" održava se od 2009.

### Kulturni spomenici
- Župna crkva Svete Katarine
- Kapela Sv. Katarine
- Kapela Sv. Josipa
- Kapela Sv. Fabiana i Sebastiana
- Kapela Sv. Jurja

## Galerija
- Crkva Svete Katarine iz 1888. godine
- Predromanička kapela Sv. Katarine
- Riva ispred hotela "Selce"
- Mala skrovita plaža na kraju naselja
- Park u središtu naselja

## Vanjske poveznice

### Sestrinski projekti
|  | Zajednički poslužitelj ima još gradiva o temi Selce |

### Mrežna sjedišta
- Turistička zajednica Grada Crikvenice: Selce
- Selce